# 航空母舰II号
航空母舰II号（Flugzeugträger II）是一个针对未完工的法国巡洋舰“德·格拉斯”号提出的改装计划。该舰于1938年11月安放龙骨，1940年5月德国入侵法国时，仍在洛里昂兵工厂未完工。1942年，纳粹德国海军决定将这艘巡洋舰改装为一艘辅助航空母舰，可搭载23架战斗机和俯冲轰炸机。然而，出于对舰船设计的担忧、材料和劳动力的严重短缺以及盟军轰炸的威胁，工程于1943年2月停止。该舰最终于1956年被法国海军建造成为一艘防空巡洋舰。

## 设计
法国巡洋舰“德·格拉斯”号于1939年8月28日在法国洛里昂的洛里昂海军兵工厂造船厂开工建造；1939年9月3日第二次世界大战爆发后，建造工作暂时停工，但于9月28日恢复。1940年5月至6月德国征服法国的最后阶段，这艘尚未完工的军舰于6月10日再次停工。此时，该舰已完成了28%的建造工程。德国人于6月22日占领了造船厂，最初计划完成船体建造，以便能够将其下水，从而腾出船台。
1942年，纳粹德国海军考虑了多项将这艘巡洋舰改装为辅助航空母舰的方案，最终方案在8月敲定。关于改装工作的说法各不相同；据德国历史学家埃里希·格罗纳（Erich Gröner）称，改装工作在方案确定后不久便开始了，但在1943年2月被取消。然而，历史学家约翰·乔丹（John Jordan）和让·穆兰（Jean Moulin）却表示，由于建造该舰所需设备的交付延迟，改装工作一直推迟到1943年末才开始。他们还指出，法国造船厂的工人对于为德国占领者完成一艘军舰的建造毫无兴趣，工程进展缓慢。该项目因多种原因而被放弃。造船厂面临劳动力和材料短缺的问题，而且设计人员对发动机系统的布局存在重大担忧。此外，盟军也构成了严重威胁，因为洛里昂完全处于盟军轰炸机的作战范围内，并且这艘船在德国控制期间曾两次遭到炸弹袭击。
1945年5月9日该港口解放后，这艘军舰最终被法国海军重新接管。人们发现，造船厂的工人们将大量材料藏在了军舰的双层船底内，而不是将它们用于军舰的建造。该舰最终于1946年下水，并在1956年作为一艘防空巡洋舰彻底完工。

### 特征

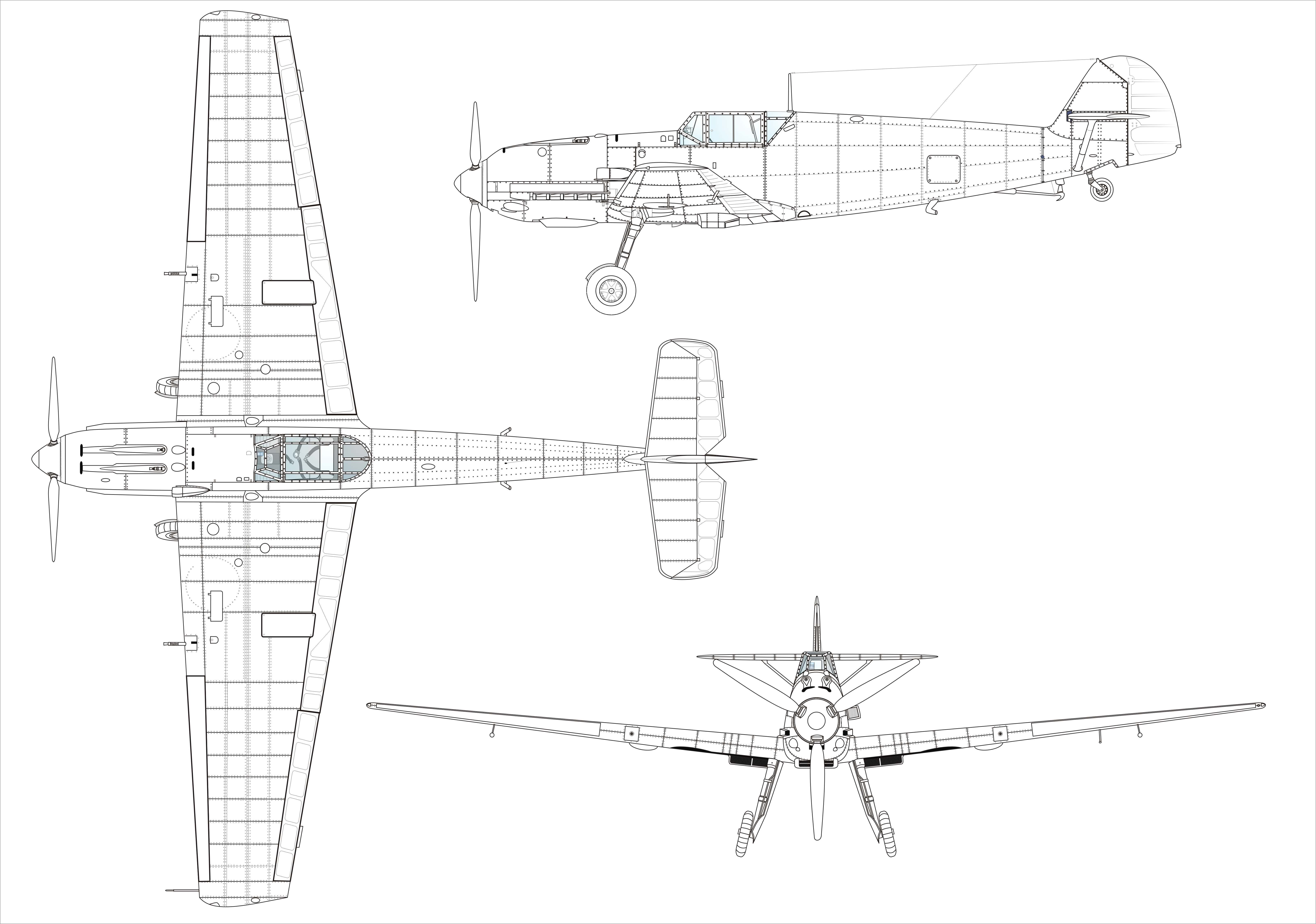
舰载Bf 109T战斗机图纸

改装后的军舰在水线处的长度为180.4（591英尺10英寸），全长为192.5（631英尺7英寸）。按设计，其舷宽为24.4（80英尺1英寸），吃水深度为5.6（18英尺4英寸）。其设计排水量为11,400長噸（11,600公噸）。该舰的推进系统由两套拉托-布列塔尼（Rateau-Bretagne）齿轮传动式蒸汽涡轮机组成，蒸汽由四台印德列（Indret）超高压力水管锅炉提供。发动机额定功率为10,000匹軸馬力（7,500千瓦特），最高航速可达32節（59每小時；37英里每小時）。这艘航母在以19節（35每小時；22英里每小時）的巡航速度航行时，航程可达7,000海里（13,000；8,100英里）。
经过改装后，这艘军舰将配备多种类型的防空炮。其重型防空炮组由12门105毫米（4.1英寸）口径SKC/33火炮组成，采用双联装形式。这些炮架为Dopp LC/31型，最初是为早期的8.8厘米（3.5英寸）口径SKC/31火炮设计的。LC/31型炮架具备三轴稳定功能，仰角可达80度。这使得这些火炮能够攻击高度达12,500（41,000英尺）的目标。针对水面目标时，这些火炮的最大射程为17,700（58,100英尺）。这些火炮发射重15.1（33磅）的定装弹药；它们能够发射高爆弹、高爆燃烧弹，以及照明弹。近程防空武器包括12门37毫米（1.5英寸）口径SKC/30火炮和24门2厘米（0.79英寸）口径的Flak 38火炮。3.7厘米口径的火炮为单发火炮，射速约为每分钟30发。在最大仰角85度的情况下，该火炮的射高可达6,800（22,300英尺）。2厘米口径的火炮是一种弹匣供弹的自动武器，射速最高可达每分钟500发。为这些火炮配备了20发和40发装的弹匣。
这艘军舰的航空设施包括一个长177.5（582英尺）、宽24（79英尺）的飞行甲板以及两部升降机。飞机存放在一个单层机库中，机库142（466英尺），宽18.6（61英尺）。该舰的航空编制本应包括11架Bf 109战斗机和12架容克斯Ju 87“斯图卡”俯冲轰炸机。但计划舰载的Bf 109战斗机是“E”型的海军化版本，被命名为Bf 109T。它们的机翼比陆基型号的更长，以便能实现更短距离的起飞。Ju 87原本也计划采用“E”型，这是Ju 87D的海军化版本，经过改装可用于弹射起飞，并且配备了着舰拦阻装置。

## 脚注

### 引文
1. 1 2  王子午 (2013)，第179頁.
2. ↑  刘怡 (2009)，第388頁.
3. 1 2 3  Jordan & Moulin (2013)，第146頁.
4. 1 2 3 4 5  Gröner (1990)，第77頁.
5. ↑  Sieche (1992)，第266頁.
6. ↑  宋衡之 (2018)，第161頁.
7. ↑  Gröner (1990)，第76–77頁.
8. ↑  Campbell (1985)，第247–248頁.
9. ↑  Campbell (1985)，第256, 258頁.
10. ↑  Caldwell & Muller (2007)，第80頁.
11. ↑  Kay & Couper (2004)，第157頁.

## 拓展阅读
- Schenk, Peter. . Warship International (Toledo: International Naval Research Organization). 2008, 45 (2): 129–158. ISSN 0043-0374. OCLC 1647131 （英语）.